# Arctia lutulenta
Arctia lutulenta là một loài bướm đêm thuộc phân họ Arctiinae, họ Erebidae.